# طوفان شن و سیل ۱۳۹۴ تهران
طوفان شن و سیل ۱۳۹۴ تهران در روز ۲۸ تیر در استان تهران و البرز به وقوع پیوست. از حدود ساعت ۱۹ هوا در تهران دچار التهاب شد موجی از گرد و غبار شهر را فرا گرفت، سپس تهران با وزش بادی با سرعت نزدیک به ۸۰ کیلومتر بر ساعت رو به رو شد و پس از آن رودخانه‌های کرج، کن و جاجرود بر اثر باران دچار طغیان شدند.

## تلفات و خسارات سیل
تعیین میزان تلفات آمار یکسانی وجود ندارد ولی در نهایت حدود ۱۶ الی ۲۱ نفر در این حادثه کشته شده‌اند و خسارات تنها در حادثه سیل در منطقه کن تهران ۳۴ میلیارد تومان برآورد شد.